# Taejo Wang Geon
Taejo Wang Geon (hangul: 태조 왕건) – południowokoreański serial telewizyjny emitowany na antenie KBS1. Był emitowany od 1 kwietnia 2000 roku do 24 lutego 2002 roku, w soboty i niedziele o 21:45. W tytułową rolę wcielił się Choi Soo-jong.
Odcinek z 20 maja 2001 roku osiągnął najwyższą oglądalność 60,2% (według AGB Nielsen).

## Obsada

### Główna
- Choi Soo-jong jako Król Taejo (Wang Geon)
  - Oh Hyun-chul jako młody Wang Geon
- Kim Yeong-cheol jako Gung Ye (Król Hugoguryeo)
  - Maeng Se-chang jako młody Gung Ye
- Kim Hye-ri jako Yeon Hwa / Kang Bi (żona Gung Ye)
  - Jung Hoo jako młoda Yeon Hwa
- Seo In-seok jako Gyeon Hwon

### W pozostałych rolach
Władcy
- No Hyun-hee jako Królowa Jin Sung (władczyni Silla)
- Moon Hoe-won jako Król Gyeong Ae
- Shin Kwi-sik jako Król Gyeong Sun

Królowe i konkubiny
- Yoo Min-joo jako Mi Hyang (konkubina Gung Ye)
- Park Sang-ah jako Królowa Shin Hye z klanu Yoo (1. żona Wang Guna)
- Yum Jung-ah jako Królowa Jang Hwa z klanu Oh (2. żona Wang Guna)
- Jeon Mi-seon jako Królowa Shin Myung Sun Sung z klanu Yoo (3. żona Wang Guna)
- Geum Bo-ra jako pani Park (1. żona Gyeon Hwona)
- Jo Min-hee jako Go Bi (konkubina Gyeon Hwona)
- Park Min-ah jako żona Króla Gyung Moona
- Choi Jung-won jako Królowa Moonui

Książęta i Księżniczki
- Lee Kwang-ki jako Shin Gum (syn Gyeon Hwona)
- Lee Young-ho jako Yang Gum (syn Gyeon Hwona)
- Kang In-ki jako Yong Gum (syn Gyeon Hwona)
- Jun Hyun jako Geum Kang (syn Gyeon Hwona)
- Im Chae-won jako Guk Daebuin
- Ahn Jung-hoon jako Wang Mu (syn Jang Hwa, przyszły Król Hyejong)
- Lee Byung-wook jako Książę Maui

Ludzie z Silla
- Kim Joo-young jako Kim Wi-hong
- Kim Hyo-won jako Kim Hyo-jong
- Yoo Byung-joon jako Kim Yool
- Park Kyung-deuk jako Yun Shik
- Kim Chang-bong jako Kwon Haeng
- Kim Jong-goo jako Young Ki
- Han Tae-il jako Jo Boo-ryung
- Song Young-chang jako Chul Won
- Gook Jung-hwan jako Il Gwan

Ludzie z Hugoguryeo
- Kim Kap-soo jako Jong Gan
- Park Sang-jo jako Eun Boo
- Choi Woon-kyo jako Geum Dae
- Baek In-chul jako Hwan Sun-gil
- Lee Won-bal jako Hyang Shik
- Choi Joo-bong jako Lee Heun-am
- Kim In-tae jako Ahjitae
- Jo Jae-hoon jako Im Choon-gil
- Park Seung-ho jako Shin Hwon
- Son Ho-gyun jako Won Hoe
- Kim Yoon-hyung jako Gi Hwon
- Kim Myung-gook jako Sun Jang
- Lee Han-wie jako Ji Sun
- Jin Woon-sung jako Jong Hee
- Maeng Ho-rim jako Sul Boo
- Kang Tae-gi jako Dae Sa

Ludzie z Goryeo
- Kang In-duk jako Yoo Geum-pil
- Song Yong-tae jako Hong Yoo / Hong Sul
- Shin Dong-hoon jako Bae Hyun-kyung / Baek Ok-sam
- Kim Hyung-il jako Shin Sung-kyum / Neung San
- Kil Yong-woo jako Bok Ji-gyum / Bok Sa-gwi
- Kim Hak-chul jako Park Sul-hee
- Shim Woo-chang jako Yeom Sang
- Jung Kook-jin jako Wang Shik-ryum
- Kim Kwang-young jako Wang Shin
- Kim Ki-bok jako Kim Rak
- Jo In-pyo jako Kim Eon
- Kang Man-hee jako Jun Yi-gab
- Kwon Hyuk-ho jako Jun Ui-gab
- Lee Kye-young jako Yoon Shin-dal
- Kim Kyung-eung jako Park Soo-moon
- Kim Kwan-gi jako Park Soo-kyung
- Jang Soon-gook jako Jang Soo-jang
- Kim Ha-kyoon jako Tae Pyeong
- Jung Tae-woo jako Choi Eung
- Park Ji-young jako Choi Ji-mong
- Kim Myung-soo jako Wang Gyu
- Kim Kyung-ha jako Choo Eon-gyoo
- Min Ji-hwan jako Kim Haeng-sun
- Kim Jin-tae jako Park Yoo
- Oh Sung-yul jako Ip Jun
- Kim Tae-hyung jako Shin Bang
- Jang Ki-yong jako Lee Do
- Lee Han-wie jako Wang Choong
- Kim Ok-man jako Geum Shik
- Kim Young-in jako Lee Chong-eon
- Lee Jae-yeon jako Lee Young
- Park Sang-gyu jako Kim Soon-shik
- Lee Ji-hyung jako Jang Il

Ludzie z Hubaekje
- Jung Jin jako Neung Hwan
- Jeon Moo-song jako Choi Seung-woo
- Lee Kye-in jako Ae Sul
- Im Byung-ki jako Shin Deok
- Lee Jung-woong jako Gong Jik
- Kang Jae-il jako Chu Hoe Jo
- Jun Byung-ok jako Neung Ae
- Yoo Tae-sool jako Kim Chong
- Kim Si-won jako generał Soo Dal
- Im Hyuk-joo jako Park Young-gyu
- Tae Min-young jako Shin Kang
- Kim Myung-gook jako Sang Gwi
- Ki Jung-soo jako Pa Dal
- Park Chul-ho jako Ji Hwon
- Han Jung-gook jako Choi Pil
- Min Kyung-jin jako Jong Hoon
- Shin Gook jako Young Soon
- Park Yoo-seung jako Jin Ho
- Bang Hyung-joo jako Bang Jang-goon
- Kim Chun-man jako Boo Dal
- Shin Won-gyoon jako So Dal
- Won Sook-yoon jako Do Woo

Lokalna szlachta
- Shin Goo jako Wang Ryung (ojciec Wang Guna)
- Seo Woo-rim jako żona Wang Ryunga
- Jang Hang-sun jako Wang Pyul-dal
- Na Han-il jako Byun Sa-bu
- Park Young-mok jako Ma Sa-bu
- Kim Sung-ok jako Kang Jang-ja
- Park Joo-ah jako pani Baek
- Lee Shin-jae jako Park Ji-yoon
- Kim Jin Hae jako Yoo Chun-goong
- Park Seung-gyu jako Won Geuk-yoo
- Kim Bong-geun jako Park Jil
- Lee Il-woong jako Oh Da-ryun
- Seo Sang-ik jako Jong Rye
- Min Wook jako Yoo Geung-dal
- Lee Chi-woo jako Yang Gil
- Kim Ki-jin jako Myung Gil
- Yang Jae-sung jako Geum Sung Tae-soo
- Ha Dae-kyung jako Nae Gwan

Inni
- Lee Dae-ro jako Do Sun
- Ahn Dae-yong jako mnich Beom Gyo
- Seo Young-jin jako Kyung Bo
- Shin Choong-shik jako Suk Chong
- Park Byung-ho jako Hyung Mi
- Kwak Kyung-hwan jako Heo-wol

## Nagrody
| Rok  | Ceremonia        | Nagroda                      | Nominowany                                 | Wynik   |
| ---- | ---------------- | ---------------------------- | ------------------------------------------ | ------- |
| 2000 | KBS Drama Awards | Wielka nagroda (Daesang)     | Kim Yeong-cheol                            | Wygrana |
| 2001 | KBS Drama Awards | Wielka nagroda (Daesang)     | Choi Soo-jong                              | Wygrana |
| 2001 | KBS Drama Awards | Top Excellence Award, Actor  | Seo In-seok                                | Wygrana |
| 2001 | KBS Drama Awards | Excellence Award, Actor      | Kim Kap-soo                                | Wygrana |
| 2001 | KBS Drama Awards | Excellence Award, Actress    | Kim Hye-ri                                 | Wygrana |
| 2001 | KBS Drama Awards | Najlepszy aktor drugoplanowy | Jung Tae-woo                               | Wygrana |
| 2001 | KBS Drama Awards | Najlepszy nowy aktor         | Lee Kwang-ki                               | Wygrana |
| 2001 | KBS Drama Awards | Special Award                | Zespół sztuk walki serialu Taejo Wang Geon | Wygrana |